# Heinz Heimsoeth
Heinz Heimsoeth (Colonia, 12 agosto 1886 – 10 settembre 1975) è stato uno storico della filosofia tedesco.

## Biografia
Heimsoeth iniziò i suoi studi a Heidelberg nel 1905, ma presto si trasferì a Berlino, dove studiò con Wilhelm Dilthey, Alois Riehl ed Ernst Cassirer. A causa del suo interesse per Kant si trasferì nel 1907 a Marburgo, dove studiò con Hermann Cohen e Paul Natorp. Si laureò nel 1911 con una tesi su Cartesio. Dopo un anno di studi a Parigi con Henri Bergson conseguì l'abilitazione con una tesi su Leibniz.
Dopo due anni di insegnamento a Marburgo, fu nominato professore presso l'Università di Königsberg nel 1923. Nel 1931 si trasferì come insegnante di filosofia a Colonia.
Dopo la presa del potere nazista nel 1933, Heimsoeth si unì al partito nazista e fu nominato decano della sua facoltà, una posizione che ricoprì nel 1943/44. Divenne professore emerito nel 1954.

## Opere
- Die sechs großen Themen der abendländischen Metaphysik und der Ausgang des Mittelalters, Stilke, Berlin 1922, Nachdruck der unveränderten 3. Auflage, Wissenschaftliche Buchgesellschaft, Darmstadt 1987, ISBN 3-534-00076-5, tradotto in inglese come The Six Great Themes of Western Metaphysics and The End Of The Middle Ages, Wayne State University Press, 1994, ISBN 978-0-8143-2477-6
- Fichte, E. Reinhardt, München 1923
- Metaphysik der Neuzeit, München/Berlin 1934, Nachdruck Oldenboug, München 1967
- Geschichtsphilosophie, Bouvier, Bonn 1948
- Metaphysische Voraussetzungen und Antriebe in Nietzsches "Immoralismus", Steiner, Mainz 1955
- Windelband, Wilhelm: Lehrbuch der Geschichte der Philosophie. Mit einem Schlußkapitel "Die Philosophie im 20. Jahrhundert" und einer Übersicht über den Stand der philosophiegeschichtlichen Forschung, edited by Heinz Heimsoeth, Tübingen 1957, ISBN 3-16-838032-6
- Atom, Seele, Monade. Historische Ursprünge und Hintergründe von Kants Antinomie der Teilung, Steiner, Mainz 1960
- Studien zur Philosophiegeschichte, Kölner Universitätsverlag, Köln 1961
- Hegels Philosophie der Musik, Bouvier, Bonn 1964 (aus Hegel-Studien Bd. 2, 1963, S. 162 – 201)
- Transzendentale Dialektik. Ein Kommentar zu Kants Kritik der reinen Vernunft, 4 Bände, de Gruyter, Berlin 1966–71
- Studien zur Philosophie Immanuel Kants, Bouvier, Bonn 2. Aufl. 1971, ISBN 3-416-00437-X
- Nicolai Hartmann und Heinz Heimsoeth im Briefwechsel, Frida Hartmann & Renate Heimsoeth (Hrsg.), Bonn, 1978.